# Abellada
Abellada ist ein spanischer Ort in den Pyrenäen in der Provinz Huesca der Autonomen Gemeinschaft Aragonien. Abellada gehört zur Gemeinde Sabiñánigo. Der  Ort auf 1221 Meter Höhe ist seit den 1960er Jahren unbewohnt.

## Einwohnerentwicklung
1900   = 19
1910   = 30
1920   = 29
1930   = 30
1940   = 31
1950   = 37
1960   = 15

## Sehenswürdigkeiten
- Romanische Pfarrkirche San Miguel, als Ruine erhalten